# Créatures féroces
Pour plus de détails, voir Fiche technique et Distribution.
Créatures féroces (Fierce Creatures) est un film américano-britannique réalisé par Fred Schepisi et Robert Young en 1997.

## Synopsis
À la tête d'une puissante multi-nationale, Rod McCain acquiert le zoo de Marwood. Pour cela, il charge Rollo Lee de renflouer les caisses. Celui-ci suit les consignes de son chef, et vise 20 % de bénéfice. Partant du constat que la violence attire le public, il décide de ne garder que les animaux les plus sauvages et dangereux, et d'éliminer tous les autres. Le personnel du zoo entre alors en résistance et tente de faire passer tous les animaux du zoo, même les plus improbables, pour des créatures féroces.

## Fiche technique
- Titre original : Fierce Creatures
- Titre français : Créatures féroces
- Réalisation : Fred Schepisi et Robert Young
- Scénario : John Cleese et Iain Johnstone
- Photographie : Ian Baker et Adrian Biddle
- Distribution des rôles : Priscilla John
- Direction artistique : David Allday et Kevin Phipps
- Décors : Roger Murray-Leach
  - Décors de plateau :
- Costumes : Hazel Pethig
- Montage : Robert Gibson
- Musique : Jerry Goldsmith
- Production : John Cleese et  Michael Shamberg
  - Coproduction : Patricia Carr
- Production exécutive : Steve Abbott
- Sociétés de production : Fish Productions, Jersey Films et Universal Pictures
- Distribution :  Universal Pictures •  UIP
- Budget : 25 000 000 $[1]
- Format : couleur – 35 mm – 2,35:1 — son DTS, Dolby SR et DTS-Stéréo
- Pays de production :  Royaume-Uni,  États-Unis
- Genre : comédie
- Durée : 93 minutes
- Dates de sortie : 
  - États-Unis : 24 janvier 1997
  - Royaume-Uni : 14 février 1997
  - France : 19 février 1997

## Distribution
- John Cleese (VF : Michel Prudhomme) : Rollo Lee
- Jamie Lee Curtis (VF : Elisabeth Wiener) : Willa Weston
- Kevin Kline (VF : Dominique Collignon-Maurin) : Vince McCain / Rod McCain
- Michael Palin (VF : Henri Courseaux) : Adrien « Bugsy » Malone
- Carey Lowell (VF. : Catherine Hamilty)  : Cub Felines
- Robert Lindsay (VF : Michel Papineschi) : Sydney Lotterby
- Ronnie Corbett : Reggie Sea Lions
- Bille Brown (VF : Philippe Peythieu) : Neville
- Derek Griffiths (VF : Thierry Desroses) : Garry Ungulates
- Cynthia Cleese : Pip Small Mammals
- Richard Ridings : Hugh Primates
- Maria Aitken : Di Harding
- Jack Davenport : Student Zoo Keeper

## Autour du film
Ce film marque les retrouvailles entre les quatre acteurs principaux d'Un poisson nommé Wanda : John Cleese, Jamie Lee Curtis, Kevin Kline et Michael Palin auquel il fait d'ailleurs de nombreux clins d'œil. John Cleese est par ailleurs le scénariste de ces deux films.
Le personnage de Rod McCain est né en Nouvelle-Zélande et a une vision très particulière de la culture, ce qui semble indiquer qu'il soit inspiré du magnat de la presse Ruppert Murdoch, né en Australie et propriétaire d'un des plus grands groupes médiatiques de la planète. 
L'Avahi de Cleese (Avahi cleesei) est une espèce de primates baptisée en l'honneur de John Cleese, qui consacre en 1998 un documentaire à ces animaux.

## Réception

### Box-office
Par rapport à Un poisson nommé Wanda, qui a rapporté 188 593 712 $  de recettes mondiales , dont 62 493 712 $ sur le territoire américain, Créatures féroces n'a pas rencontré un énorme succès commercial au box-office dès sa sortie en salles, puisqu'il totalise 41 289 260 $ de recettes mondiales , dont 9 381 260 $ rien qu'aux États-Unis.
En France, Créatures féroces ne rencontre pas de succès par rapport à Un poisson nommé Wanda et ses 2 212 414 entrées, puisqu'il a totalisé seulement 318 610 entrées.

### Accueil critique
Dans l'ensemble des pays anglophones, Créatures féroces a obtenu un accueil critique favorable, recueillant 53 % d'avis positifs sur le site Rotten Tomatoes, basé sur 32 commentaires collectés et une note moyenne de 5,6⁄10 et un score de 62⁄100 sur le site Metacritic, basé sur 20 commentaires collectés.